# Olšany (Olomouc)
Olšany (in tedesco Olleschau) è un comune della Repubblica Ceca facente parte del distretto di Šumperk, nella regione di Olomouc.